# Departamento de Transporte del Estado de Washington
El Departamento de Transporte del Estado de Washington (en inglés: Washington State Department of Transportation, WSDOT) es la agencia estatal gubernamental encargada en la construcción y mantenimiento de toda la infraestructura ferroviaria, carreteras estatales; así como sus autopistas federales, locales e interestatales, y transporte aéreo del estado de Washington. La sede de la agencia se encuentra ubicada en Olympia, Washington y su actual director es Paula J. Hammond.